# Moislains
Moislains és un municipi francès situat al departament del Somme i a la regió dels Alts de França. L'any 2007 tenia 1.316 habitants.

## Demografia

### Població

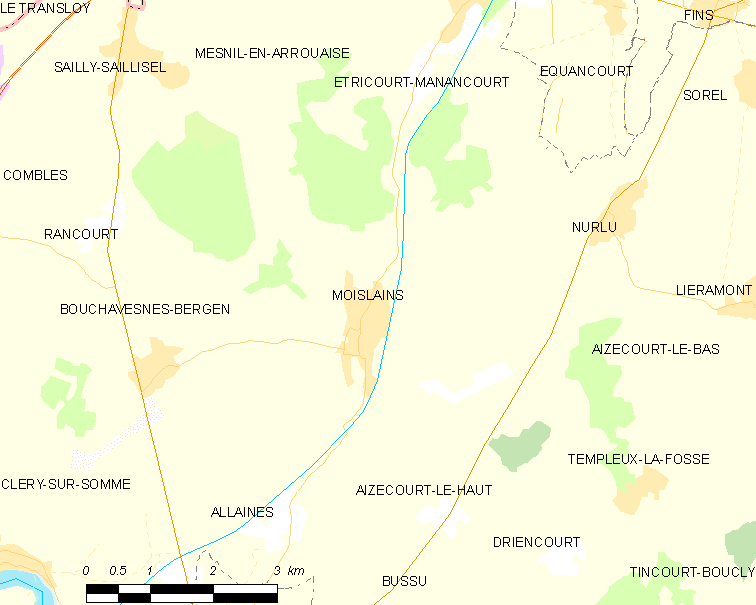

El 2007 la població de fet de Moislains era de 1.316 persones. Hi havia 518 famílies de les quals 124 eren unipersonals (32 homes vivint sols i 92 dones vivint soles), 179 parelles sense fills, 167 parelles amb fills i 48 famílies monoparentals amb fills.
La població ha evolucionat segons el següent gràfic:
Habitants censats

### Habitatges

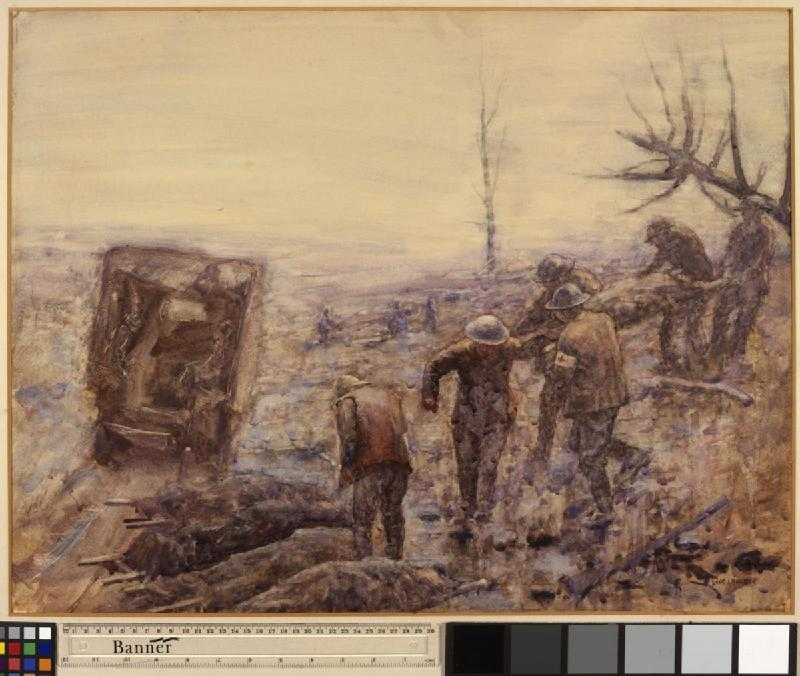

El 2007 hi havia 582 habitatges, 528 eren l'habitatge principal de la família, 16 eren segones residències i 38 estaven desocupats. 540 eren cases i 40 eren apartaments. Dels 528 habitatges principals, 415 estaven ocupats pels seus propietaris, 101 estaven llogats i ocupats pels llogaters i 13 estaven cedits a títol gratuït; 9 tenien una cambra, 43 en tenien dues, 135 en tenien tres, 141 en tenien quatre i 201 en tenien cinc o més. 427 habitatges disposaven pel capbaix d'una plaça de pàrquing. A 240 habitatges hi havia un automòbil i a 190 n'hi havia dos o més.

### Piràmide de població

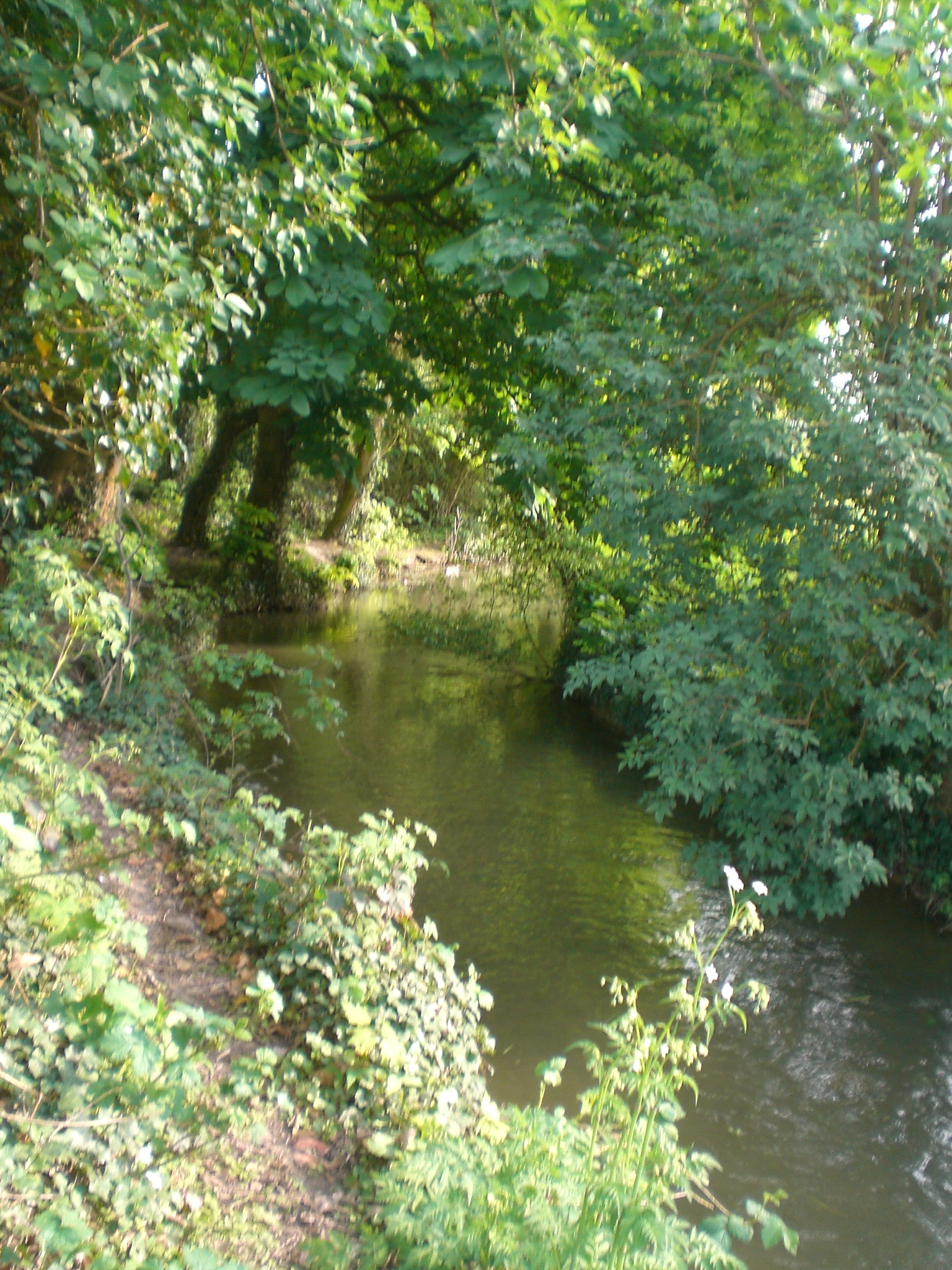

La piràmide de població per edats i sexe el 2009 era:
| Homes | Edats   | Dones |
| ----- | ------- | ----- |
| 0     | 95 o +  | 0     |
| 4     | 90 a 94 | 4     |
| 12    | 85 a 89 | 12    |
| 12    | 80 a 84 | 8     |
| 36    | 75 a 79 | 28    |
| 52    | 70 a 74 | 60    |
| 16    | 65 a 69 | 36    |
| 24    | 60 a 64 | 24    |
| 20    | 55 a 59 | 20    |
| 76    | 50 a 54 | 52    |
| 36    | 45 a 49 | 60    |
| 64    | 40 a 44 | 60    |
| 40    | 35 a 39 | 44    |
| 60    | 30 a 34 | 32    |
| 64    | 25 a 29 | 56    |
| 44    | 20 a 24 | 28    |
| 80    | 15 a 19 | 32    |
| 52    | 10 a 14 | 48    |
| 36    | 5 a 9   | 24    |
| 8     | 0 a 4   | 36    |

## Economia

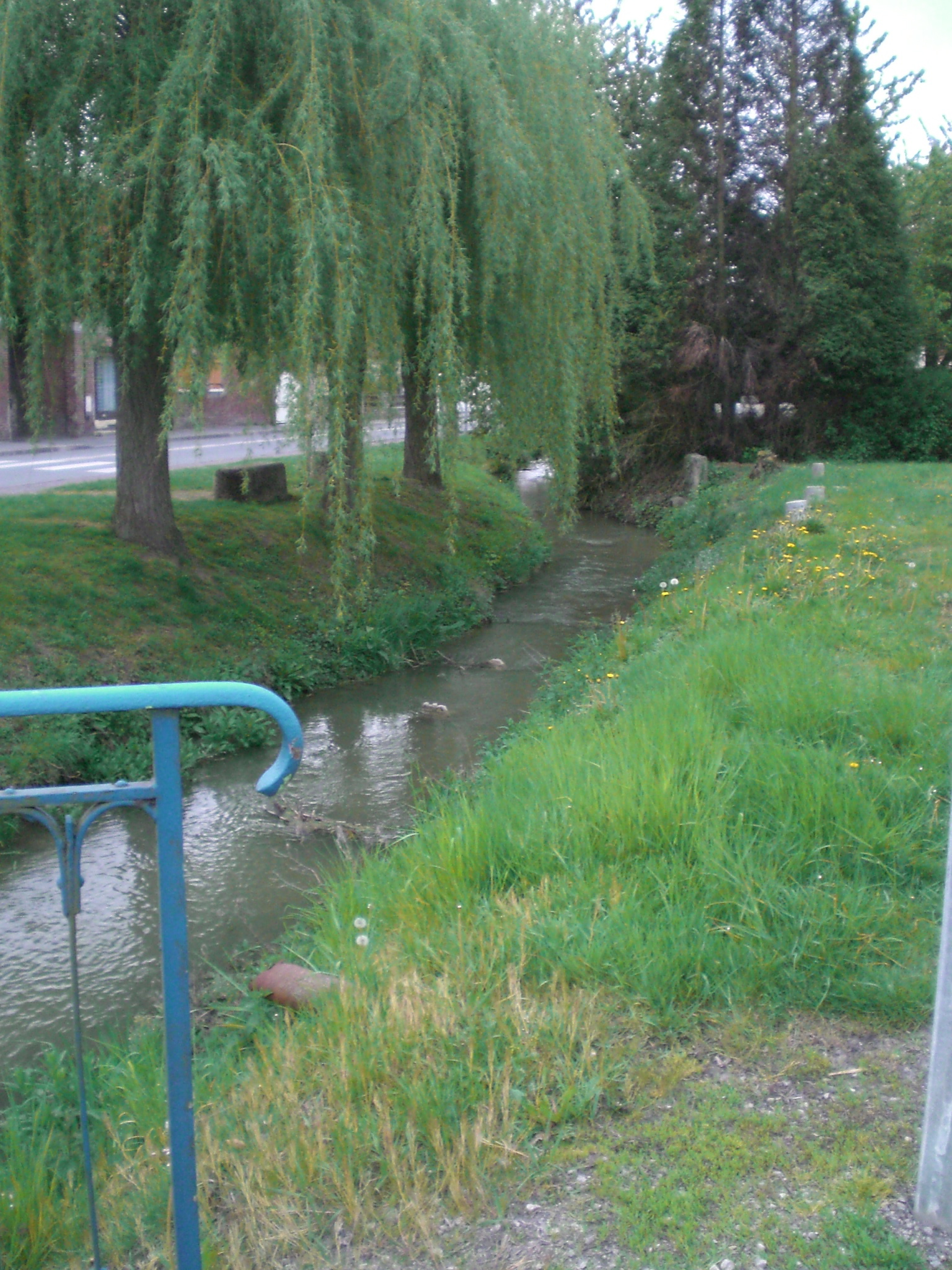
el riu Tortille

El 2007 la població en edat de treballar era de 839 persones, 573 eren actives i 266 eren inactives. De les 573 persones actives 463 estaven ocupades (276 homes i 187 dones) i 110 estaven aturades (56 homes i 54 dones). De les 266 persones inactives 80 estaven jubilades, 56 estaven estudiant i 130 estaven classificades com a «altres inactius».

### Ingressos
El 2009 a Moislains hi havia 551 unitats fiscals que integraven 1.316 persones, la mediana anual d'ingressos fiscals per persona era de 14.962,5 €.

### Activitats econòmiques
Dels 35 establiments que hi havia el 2007, 1 era d'una empresa alimentària, 6 d'empreses de construcció, 15 d'empreses de comerç i reparació d'automòbils, 2 d'empreses de transport, 3 d'empreses d'hostatgeria i restauració, 1 d'una empresa de serveis, 3 d'entitats de l'administració pública i 4 d'empreses classificades com a «altres activitats de serveis».
Dels 11 establiments de servei als particulars que hi havia el 2009, 1 era una oficina de correu, 1 autoescola, 2 guixaires pintors, 1 fusteria, 1 lampisteria, 2 electricistes, 2 perruqueries i 1 restaurant.
Dels 3 establiments comercials que hi havia el 2009, 1 era una botiga de més de 120 m², 1 una botiga de menys de 120 m² i 1 una botiga de material de revestiment de parets i terra.
L'any 2000 a Moislains hi havia 13 explotacions agrícoles.

## Equipaments sanitaris i escolars
L'únic equipament sanitari que hi havia el 2009 era una farmàcia.
El 2009 hi havia una escola elemental.

## Poblacions més properes
El següent diagrama mostra les poblacions més properes.